# 1886 у літературі

## Твори
- Роберт Луїс Стівенсон опублікував роман «Химерна пригода з доктором Джекілом та містером Гайдом».
- Томас Гарді видав роман «Мер Кестербріджа».

## Народились
- 15 квітня — Гумільов Микола Степанович, російський поет (помер у 1921).
- 18 травня — Адамов Григорій Борисович, російський письменник (помер у 1945).
- 16 липня — П'єр Бенуа, французький письменник, (пом. 1962).

## Померли
- 15 травня — Емілі Дікінсон, американська поетеса (народилася в 1830).
- 14 червня — Островський Олександр Миколайович, російський драматург (народився в 1823).